# Standseilbahnen in Karlsbad
Drei Standseilbahnen existierten in Karlsbad (tschechisch Karlovy Vary) im heutigen Tschechien. Diese Standseilbahnen wurden 1907, 1908 sowie 1912 erbaut. Davon sind heute noch zwei in Betrieb. Mit dem Bau einer vierten Bahn – einer Zahnradbahn – wurde 1913 begonnen. Ihr Bau wurde jedoch bereits ein Jahr später wegen des Ausbruchs des Ersten Weltkriegs wieder eingestellt.

## Standseilbahn Divadelní náměstí–Imperial
Die erste Standseilbahn in Karlsbad ist die am 18. Mai 1907 eröffnete meterspurige Bahn vom Theaterplatz (tschechisch Divadelní náměstí) zum Café Helenenhof (tschechisch Helenin dvůr) am Hotel Imperial. Sie beginnt in einer Höhe von 381 m und führt über eine 127 m lange Strecke auf eine Höhe von 437 m. Sie hat an der steilsten Stelle eine Steigung von 495 ‰. Die Bahn besitzt eine Ausweiche und verläuft vollständig unterirdisch.
1980 wurde die Bahn aufgrund ihres schlechten Zustandes zunächst stillgelegt. Zwischen 1983 und 1987 erfolgten Renovierungsarbeiten, und die Wiedereröffnung fand am 28. November 1987 statt. Die Bahn ist seit dem 1. August 1961 Bestandteil des öffentlichen Personennahverkehrs in der Stadt und wird im 15-Minuten-Takt befahren. Die Fahrzeit beträgt 70 Sekunden. Aufgrund der Lage der Talstation in einer Häuserzeile kann sie von Ortsunkundigen leicht übersehen werden.

## Standseilbahn Diana
| Beide Wagen in der Zwischenstation Jelení skok (2008) |                     |                              |            |
| Streckenlänge: | 0,453 km            |                              |            |
| Spurweite: | 1000 mm (Meterspur) |                              |            |
| Streckengeschwindigkeit: | 7,3 km/h            |                              |            |
| |                     |                              |            |
| \| \| \| Diana \| 556 m n.m. \| \| \| \| Wanderweg \| \| \| \| \| Wanderweg \| \| \| \| \| Jelení skok (Abtsche Weiche) \| 473 m n.m. \| \| \| \| Wanderweg \| \| \| \| \| Wanderweg \| \| \| \| \| Stará louka \| 389 m n.m. \| |                     |                              |            |
| Haltepunkt / Haltestelle Streckenanfang |                     | Diana                        | 556 m n.m. |
| Brücke |                     | Wanderweg                    | Wanderweg  |
| Strecke mit Straßenbrücke |                     | Wanderweg                    | Wanderweg  |
| |                     | Jelení skok (Abtsche Weiche) | 473 m n.m. |
| Brücke |                     | Wanderweg                    | Wanderweg  |
| Strecke mit Straßenbrücke |                     | Wanderweg                    | Wanderweg  |
| Haltepunkt / Haltestelle Streckenende |                     | Stará louka                  | 389 m n.m. |

Die Diana-Standseilbahn (tschechisch Lanová dráha Diana) wurde am 5. August 1908 eröffnet und beginnt an der Station Alte Wiese (Stará louka) auf einer Höhe von 389 m und führt auf die Freundschaftshöhe 556 m über NN, wo sich der Diana-Aussichtsturm befindet. Die 167 m Höhenunterschied überwindet sie auf einer Strecke von 437 m. Im Bereich der Ausweiche Hirschensprung (Jelení skok) in 473 m Höhe liegt auch die Zwischenstation. Die maximale Steigung beträgt 432,3 ‰, durchschnittlich liegt diese bei 398,1 ‰. Die Bahn wurde insgesamt dreimal renoviert, zwischen 1963 und 1965, 1972 und noch einmal zwischen 1984 und 1988. Im Gegensatz zur Bahn zum Hotel Imperial ist die Diana-Bahn nicht Bestandteil des öffentlichen Personennahverkehrs der Stadt. Auch sie wird im 15-Minuten-Takt befahren und benötigt 4 Minuten für eine Fahrt bei einer Geschwindigkeit von 2,04 m/s. Die Gleise sind vom Typ A, die Spurweite beträgt 1000 mm. Die leer 7900 kg wiegenden Wagen sind für 49 + 1 Personen ausgelegt. Das Seil hat einen Durchmesser von 28 mm. Die Antriebsleistung beträgt 51 kW, die Antriebsregulation erfolgt mit Hilfe von Thyristoren.

## Standseilbahn Slovenská–Imperial (stillgelegt)
Zwischen 1912 und 1959 gab es eine dritte Standseilbahn in der Stadt. Sie führte ebenfalls zum Hotel Imperial, wurde gleichzeitig mit dem Hotel erbaut und am 15. Juni 1912 eröffnet, fünf Jahre nach der Fertigstellung des Tunnelbahnhofs. Betreiber war das private Unternehmen Karlsbader elektrische Standseilbahn Westbury. Beginn der Bahn war an einem der Badehäuser. Da die Talstation am Badehaus allerdings abseitig gelegen war, wurde sie immer wenig genutzt. Deshalb wurde sie 1959 stillgelegt.
Die Spurweite der eingleisigen Strecke mit Ausweiche in der Mitte betrug 1000 mm. Die Bahn hatte von Beginn an einen Elektroantrieb. Sie war insgesamt 126 m lang und überwand einen Höhenunterschied von 60 m mit einer maximalen Steigung von 575 ‰ (durchschnittliche Steigung: 499 ‰). Damit war sie die kürzeste und zugleich steilste der Standseilbahnen in Karlsbad. Hersteller war die Schweizer Gesellschaft der L. von Rollschen Eisenwerke in Gerlafingen, die Wagen waren aus Holz, hatten vier Abteile (zwei geschlossene und zwei offene) mit 40 Sitzplätzen und Türen nur an einer Seite. Der Antrieb war in der Bergstation. Die maximale Fahrgeschwindigkeit betrug 2 m/s.

## Zahnradbahn Dreikreuzberg / Tři kříže (unvollendet)
1913 begann der Bau einer Zahnradbahn mit 500 ‰ Steigung zwischen der Sprudelstraße und dem Dreikreuzberg (tschechisch Vrch Tři kříže). Es sollte ein neuartiges Zahnstangensystem Peter zum Einsatz kommen. Aufgrund des Ausbruches des Ersten Weltkriegs wurden die Bauarbeiten 1914 eingestellt. Nach dem Krieg wurde diese nicht wieder aufgenommen. Heute noch sind Überreste an der Neuen Sprudelgasse zu entdecken.
1967 gab es Bemühungen, den Bau durch die italienische Firma Ceretti Tanfani fertigstellen zu lassen, was aber finanzielle und politische Gründe verhinderten. 2006 ließ die Stadt vier Varianten einer Trassenführung untersuchen, eine Planung wurde für 2007 angekündigt. Jedoch verschob man 2011 den Bau auf unbestimmte Zeit.

## Galerie

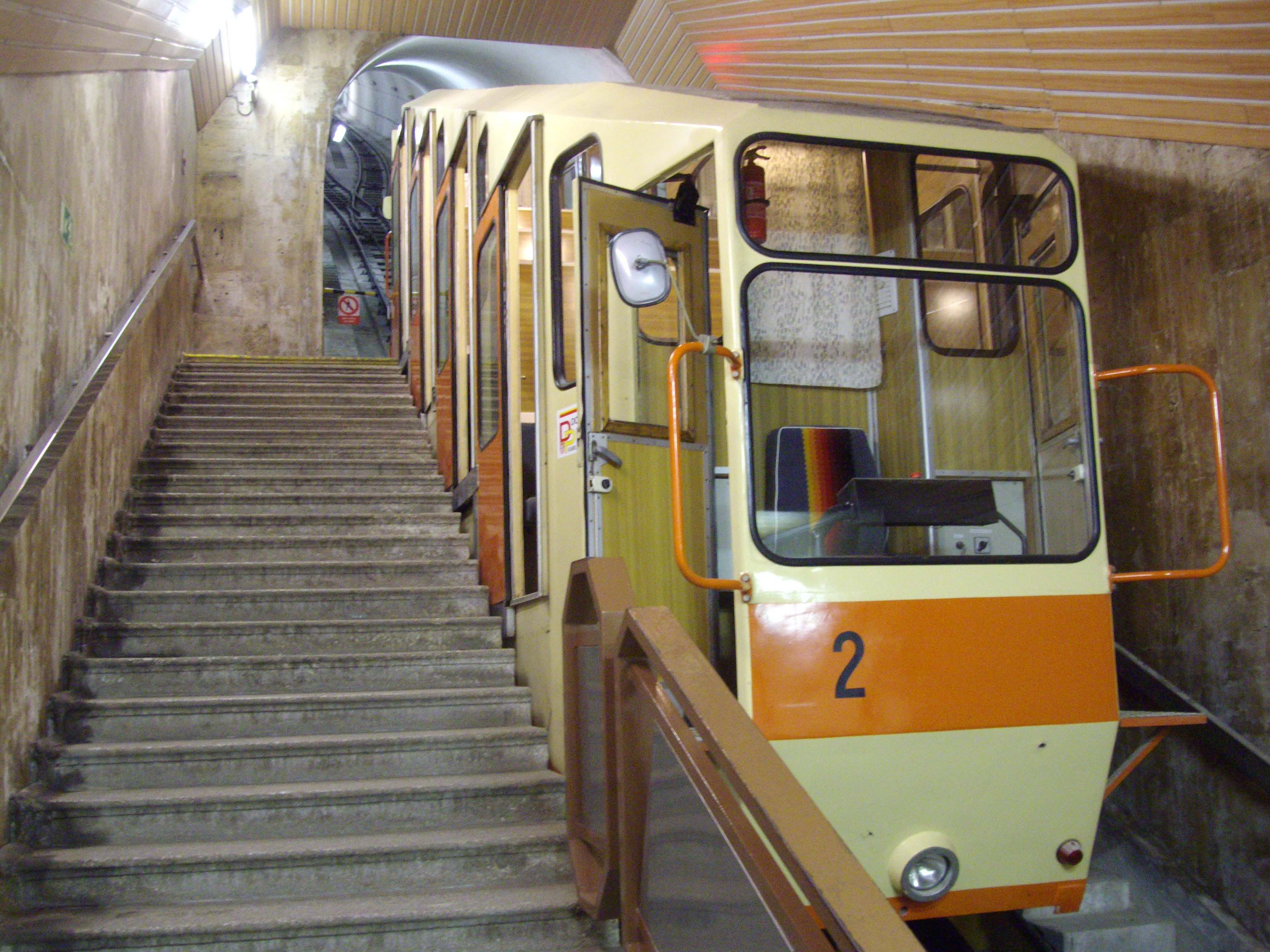
Seilbahn zum Hotel Imperial
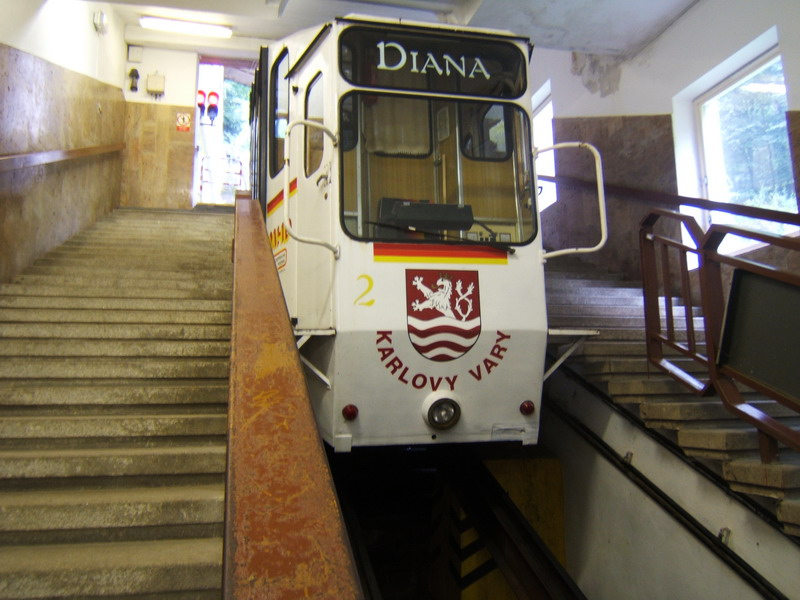
Seilbahn Diana, Station Alte Wiese
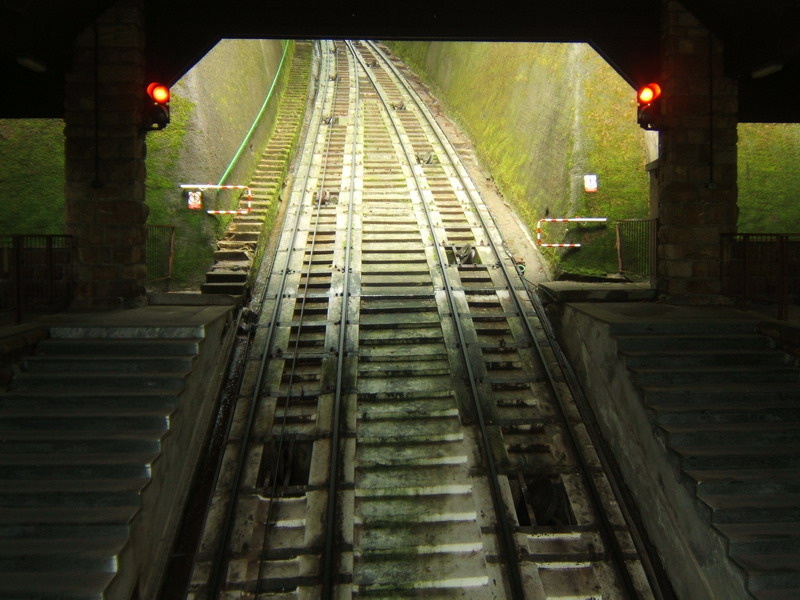
Seilbahn Diana, Ausweiche Hirschensprung
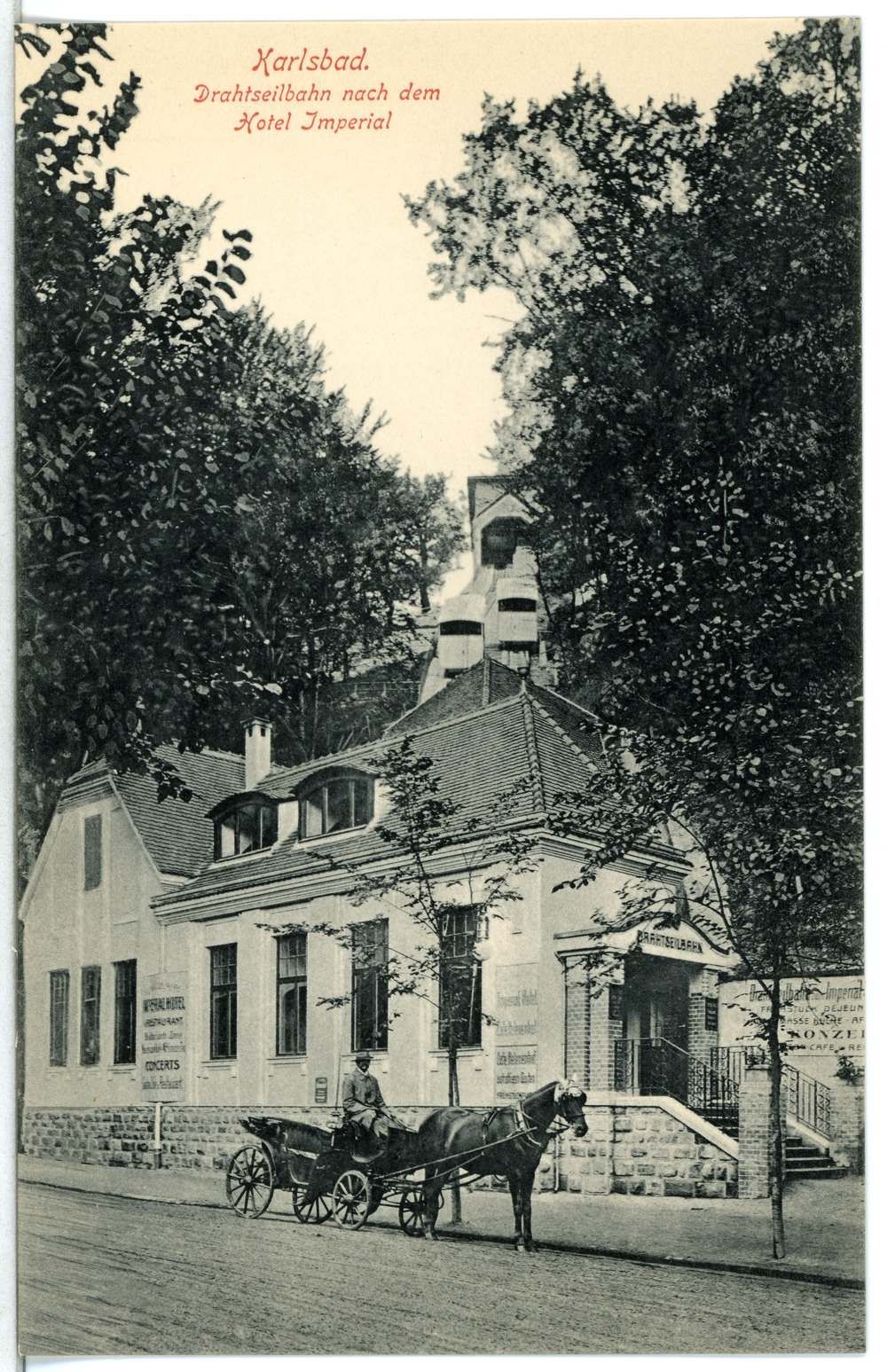
Alte Seilbahn zum Hotel Imperial (1913)
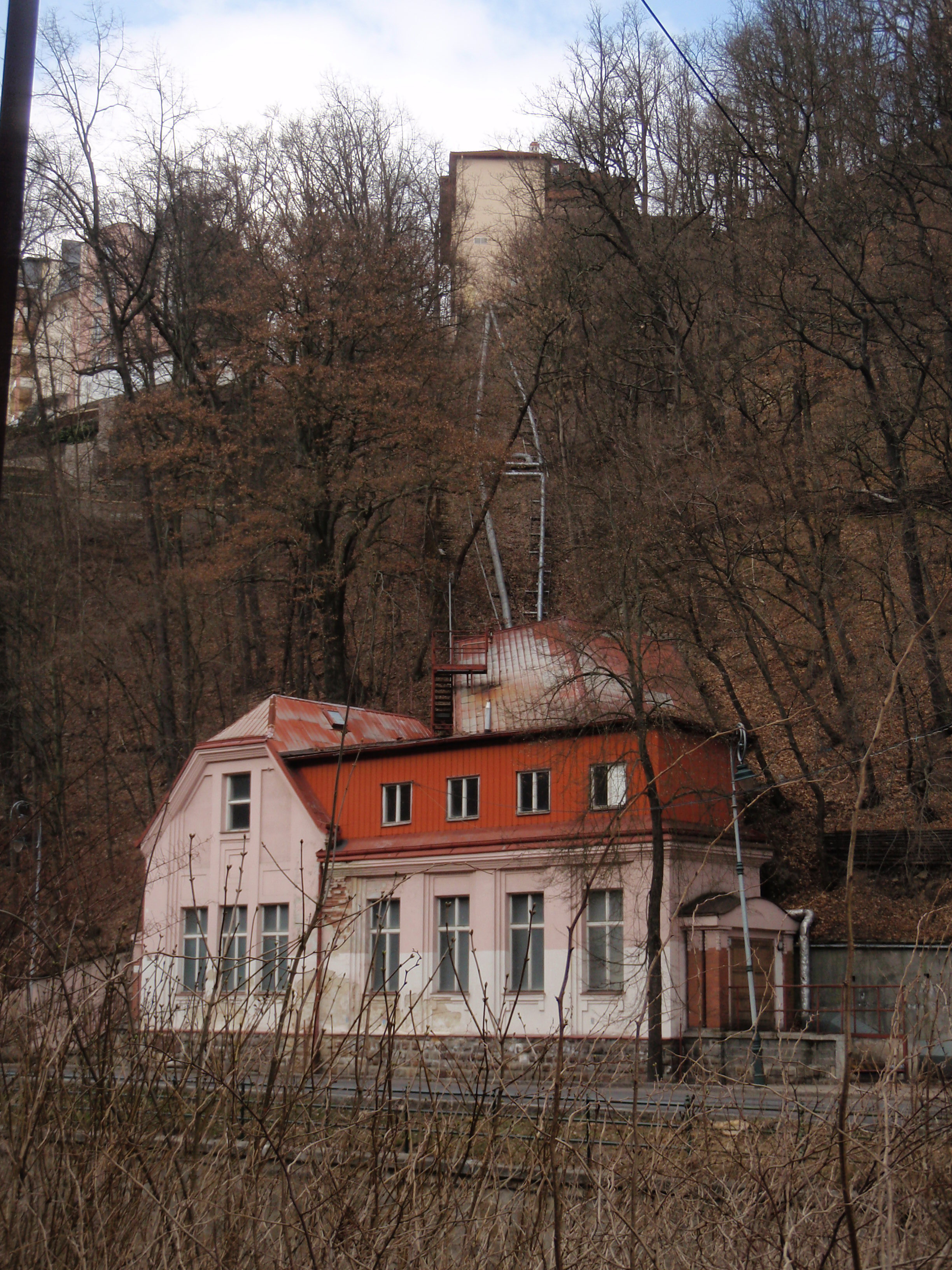
Ehemalige Talstation der alten Seilbahn zum Hotel Imperial (2011)
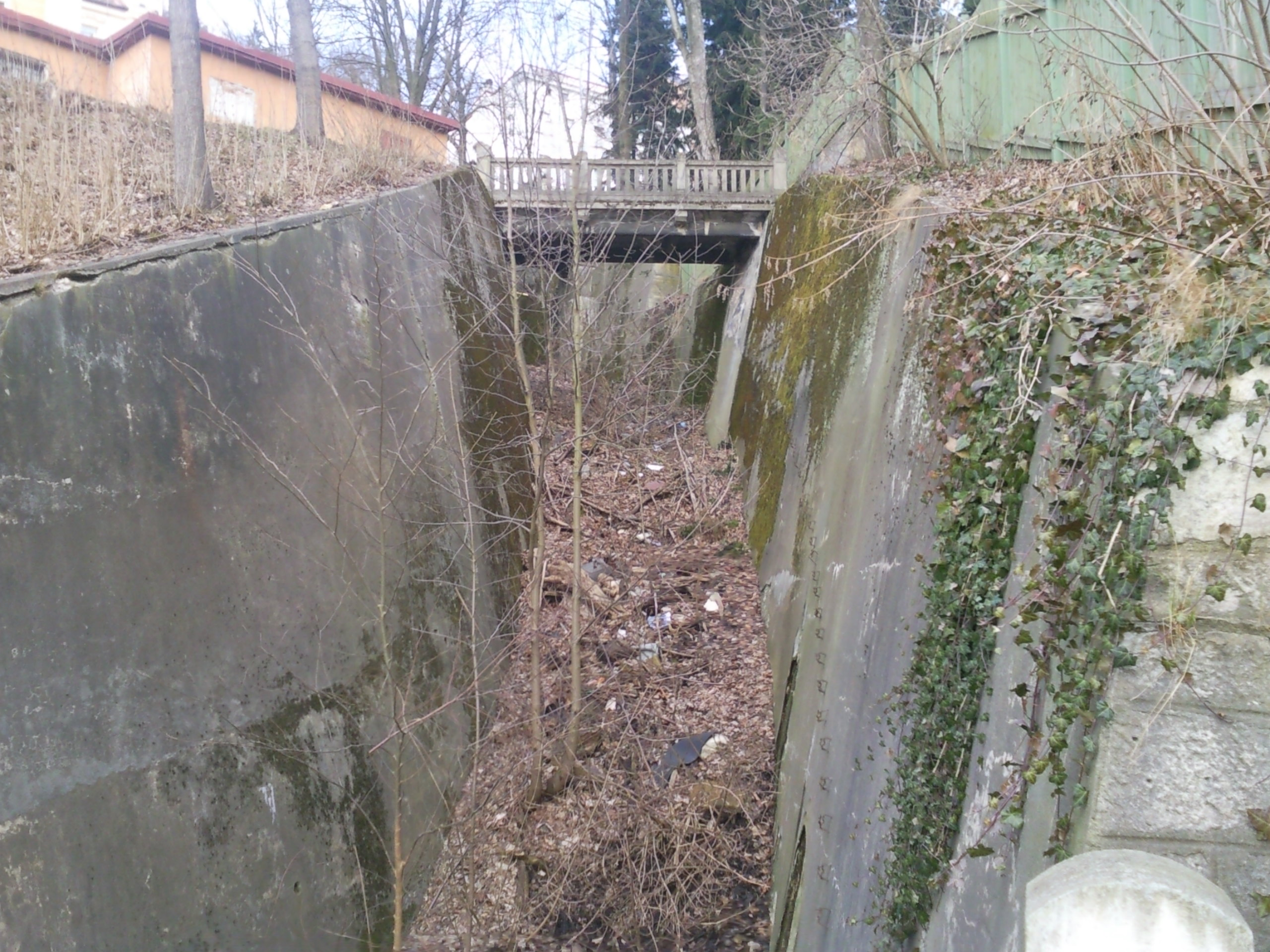
Trasse der nie fertiggestellten Zahnradbahn auf den Dreikreuzberg (2011)